# Bioglio
Bioglio là một đô thị ở tỉnh Biella vùng Piedmont của nước Ý, có vị trí cách khoảng 70 km về phía đông bắc của Torino và khoảng 9 km về phía đông bắc của Biella. Tại thời điểm ngày 31 tháng 12 năm 2004, đô thị này có dân số 1.049 và diện tích là 17,8 km².
Bioglio giáp các đô thị: Callabiana, Camandona, Mosso, Pettinengo, Piatto, Piedicavallo, Tavigliano, Ternengo, Vallanzengo, Valle Mosso, Valle San Nicolao, Veglio.